# Saelices de Mayorga
Saelices de Mayorga est une commune de la province de Valladolid dans la communauté autonome de Castille-et-León en Espagne.

## Sites et patrimoine
L'édifice le plus caractéristique de la commune est l'église San Pedro Advíncula.